# Sichelschule Balingen
Die Sichelschule Balingen ist eine städtische Gemeinschaftsschule in Balingen.

## Geschichte
Das Gebäude der Sichelschule wurde 1923 mit Baukosten von 1,9 Billiarden Mark fertiggestellt.
Die Bezeichnung „Sichelschule“ stammt von der Bezeichnung der entsprechenden Flur „Sichel“, auf der sich die Schule befindet.
Während des Zweiten Weltkriegs wurden zunächst Teile des Gebäudes als Lazarett beschlagnahmt, später auch zu Gunsten der Organisation Todt (ab 1944 zunächst einzelne Zimmer, später die Turnhalle und Teile des Dachbodens). Der Schulbetrieb fand – sofern aufgrund der Gefahrenlage möglich – Schichtweise im Zollernschloss oder in der Frauenarbeitsschule (heute Generationenhaus Balingen) statt.
Kurz vor der Kapitulation wurde das Gebäude beim letzten Bombenangriff auf Balingen am 20. April 1945 schwer getroffen; die Turnhalle brannte völlig aus, ebenso ein großer Teil des Dachstuhls, in welchem das Schulmobiliar gelagert wurde.
Nachdem das Schulgebäude notdürftig mit Zementdachplatten ausgebessert wurde, wurde es zeitweise als französisches Kinderheim genutzt. Die Schüler und Lehrer wurden für Aufräumarbeiten und zum Sammeln von Kartoffelkäfern herangezogen.
Der Schulbetrieb konnte am 5. November 1945 wiederaufgenommen werden. Der erste Schultag begann mit einem Gottesdienst. Es mangelte an Lehrmaterial und Papier, weshalb auf Schiefertafeln geschrieben wurde. Da das meiste Schulmobiliar beim letzten Bombenangriff verbrannt war, dienten Gartenmöbel des Lochenheims (heute Jugendherberge Lochen) als Schulmöbel. Die verbliebenen Schulmöbel wurden von einer französischen Schulklasse beansprucht. Im Herbst 1946 wurde eine Schülerspeisung eingerichtet, in der Pause gab es eine Suppe.
Die Sichelschule bestand früher aus einer Grundschule, einer Hauptschule und später einer Werkrealschule.
Seit dem Schuljahr 2013/2014 ist die Sichelschule eine Gemeinschaftsschule, die ersten beiden Klassen zählten 38 Schüler.
Die Sichelschule wird seit einigen Jahren abschnittsweise saniert.

## Lehrangebot
An der Sichelschule Balingen sind verschiedene Schulabschlüsse möglich:
- Hauptschulabschluss (nach Klasse 9 oder 10)
- Mittlerer Schulabschluss (nach Klasse 10)

## Gebäude
Das Gebäude in der Behrstraße 30 wurde 1921–1923 nach den 1914 vom Architekten Friedrich Imbery aus Solingen fertiggestellten Plänen einschließlich Hof, Einfriedung und Märchenbrunnen errichtet. Der zwei- bis dreigeschossige, verputzte Walmdachbau mit reich geschmückter Fassade, Treppentürmen, Hofarkaden und Einfriedung besitzt im Pausenhof einen Märchenbrunnen mit der Skulptur eines Hirtenjungen und einer Sau.
Die Sichelschule verfügt über eine Mensa, ein Schülercafe und eine Turnhalle, auf dem Gelände befindet sich außerdem ein Sportplatz.

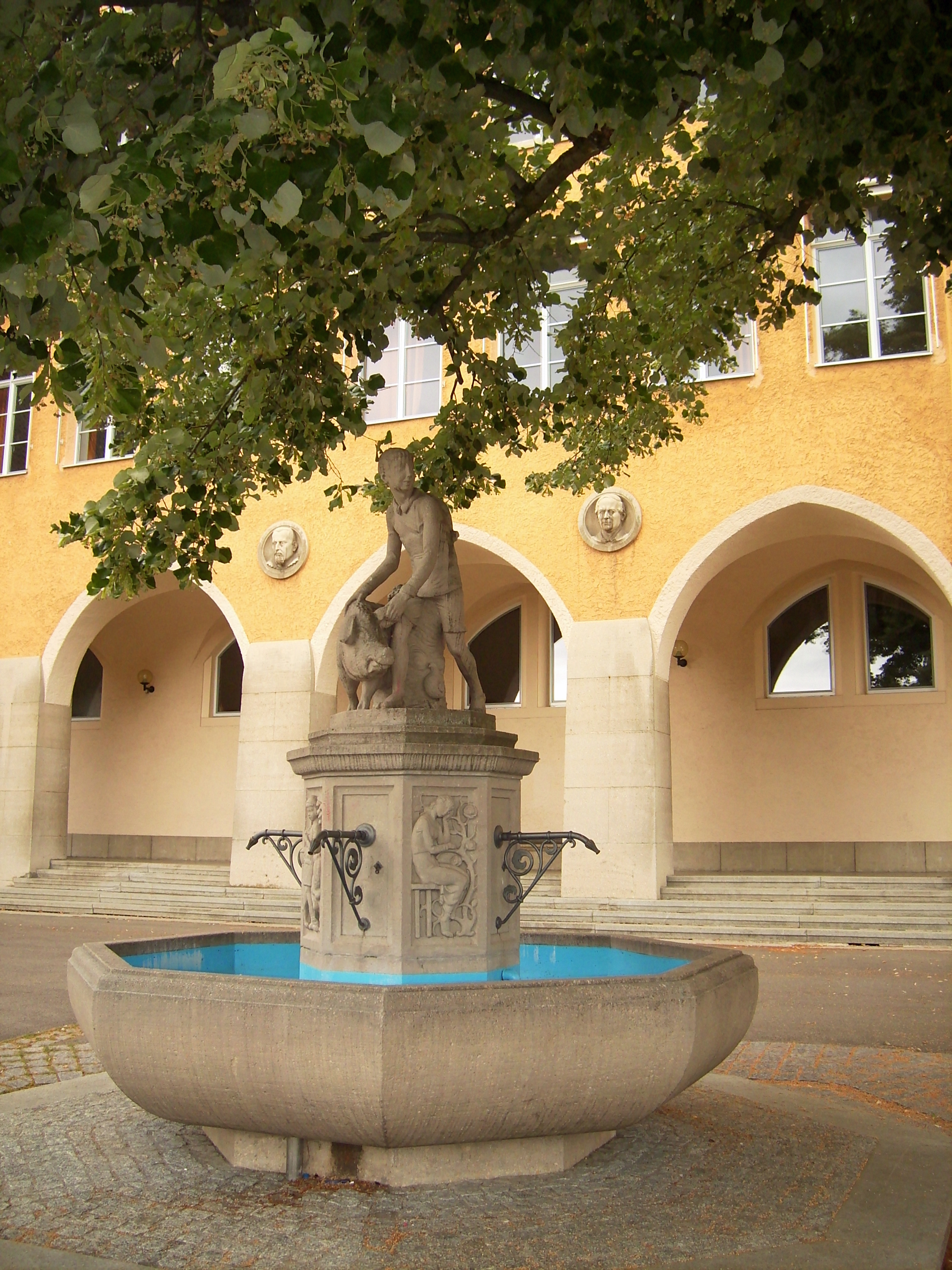
Brunnen auf dem Pausenhof

Das Gebäude ist ein geschütztes Kulturdenkmal.

## Öffentlichkeitsarbeit
Der 1994 gegründete Verein der Freunde und Förderer der Sichelschule Balingen e.V. fördert und unterstützt die Schule.
Die Sichelschule wurde 2021 für den Zeitraum von 2021 bis 2025 als „Fahrradfreundliche Schule“ ausgezeichnet.